# MTK Budapesta FC
MTK Budapesta FC sau doar MTK este un club de fotbal cu sediul în Budapesta, Ungaria. Echipa activează în prima divizie a campionatului maghiar. Culorile clubului sunt albastru și alb. Fiind unul dintre cele mai de succes cluburi de fotbal maghiare, MTK a câștigat Campionatul Național de 23 de ori și Cupa Ungariei de 12 ori. Echipa a mai câștigat și Supercupa Ungariei de 2 ori. În 1955, sub numele de Vörös Lobogó SE,  devine prima echipă maghiară participantă în Cupa Campionilor Europeni iar în 1964 ajung în finala Cupei Cupelor pe care au pierdut-o în fața celor de la Sporting Clube de Portugal.

## Istoria
MTK este una dintre cele mai vechi asociații sportive. Istoria ei este la fel de tumultuoasă ca și istoria Ungariei în schimbătorul secol XX. De-a lungul celor 120 de ani de existență a clubului, suporterii au avut nenumărate motive de bucurie dar și de supărare. Deși MTK este mai mult decât o echipă de fotbal, în ele ce urmează, referirile vor fi axate pe sportul rege.

### Numele Clubului
- 1888 Magyar Testgyakorlók Köre
- 1926 Hungária Futball Club Magyar Testgyakorlók Köre
- 1945 Magyar Testgyakorlók Köre
- 1949 Budapesti Textiles Sport Egyesület
- 1950 Budapesti Bástya Sport Egyesület
- 1952 Budapesti Vörös Lobogó Sport Egyesület
- 1956 Magyar Testgyakorlók Köre
- 1975 Magyar Testgyakorlók Köre-Vörös Meteor Sport Klub
- 1992 Magyar Testgyakorlók Köre Futball Club
- 1996 Magyar Testgyakorlók Köre Hungária Futball Club
- 2004 Magyar Testgyakorlók Köre Budapest Futball Club

### Înființarea și începuturile (1888-1902)
Adunarea de constituire a lui MTK a avut loc la data de 16 noiembrie 1888, într-o cafenea budapestană. Membri fondatori făceau parte din aristocrația maghiară cărora li s-au alăturat și câțiva cetățeni din rândurile evreilor. Documentele au păstrat numele lui Donáth Sándor, Horner Ármin, Klauber Izidor, Kohn Arnold, Leitner Ármin, László Lajos, Müller Dávid, Sachs Lipót, Szekrényessy Kálmán, Tóth Lajos, precum și al lui Weisz Dezső sr., secretarul asociației a fost desemnat Donáth Sándor. Este important de amintit că în rândurile fondatorilor și ai consiliului de administrație nu se numărau doar evrei. Privind înapoi în cei 120 de ani de existență se poate stabili că gruparea cuprindea în primul rând clasa de mijloc a cetățenilor Budapestei. La vremea aceea, atât în sport cât și în jurul lui, relațiile democratice care funcționau la MTK erau neobișnuite și constituiau o nouă deschidere și o luare de atitudine împotriva extremismului. MTK a apărut cu precădere ca un îndemn la asimilarea comunității evreiești pornită pe calea maghiarizării ca și renunțarea la particularisme la patriotismul local precum și aderarea la spiritul și atmosfera de sportivitate. Se poate spune că MTK constituia prima grupare sportivă cetățenească, unde practicarea sportului modern și liber era considerat cel mai important scop. Gruparea constituită și finanțată în mare parte de comunitatea liberală a evreilor din sectoarele șase și șapte ale Budapestei, se voia ca o grupare în care oricine, fără niciun fel de discriminare, să poată practica la nivel înalt cele mai noi discipline sportive ale vremii. Acest spirit e caracteristic și în zilele noastre. În anul 2003, la aniversarea a 115 ani de existență a clubului, în programul serbării stătea scris că "De la inființarea clubului, în mod constant, clubul a fost casa sportivilor talentați, indiferent de naționalitate, educație și ocupație. În ciuda tuturor deschiderilor din interiorul clubului, formarea unei echipe de fotbal nu a fost ușor de înfăptuit. Primul contact cu fotbalul a avut loc în anul 1897, când președintele clubului a propus înființarea secției de fotbal văzând cum sportivii încep să se îndrepte spre BTC (Budapesti Torna Club). Acest curent a declanșat un conflict deschis care a pus în pericol existența clubului iar soluția a fost înființarea secției de fotbal. Aceasta s-a întâmplat la data de 12 martie 1902, sub conducerea lui Kertész Sándor, reîntors de la BTC. Primul meci a avut loc pe 20 octombrie împotriva lui BTC și s-a terminat la egalitate, MTK jucând în formația: Révész – Auerbach, Weisz – Frank, Róz, Ságody – Freund, Tausz, Kertész, Herquett, Káldor.

### Era succeselor la amatori (1903-1926)
În ediția de campionat din anul 1902 MTK a fost repartizată în divizia a II-a, unde s-a clasat pe locul doi în urma echipei Postás. În urma reorganizării fotbalului maghiar, în ediția următoare o găsim pe MTK în prima divizie, unde a obținut o performanță rapidă, încheind campionatul disputat în sistemul primăvară-toamnă pe locul trei în urma lui Ferencváros și BTC, după ce la data de 10 mai învinsese pe BTC cu scorul de 3–1, provocând acesteia prima înfrângere. Totodată acest campionat înseamnă debutul celui mai vechi și mai prestigios duel al fotbalului maghiar dintre MTK și Ferencváros. După bronzul obținut, în ediția următoare MTK câștigă primul titlu din seria celor 22 obținute până acum În spatele acestor rezultate frumoase, s-a aflat Brüll Alfréd, în calitate de vicepreședinte iar din 1905 președinte. Cel de-al doilea titlu a venit în anul 1908, terminând neînvinsă în fața lui Ferencváros și MAC (Magyar Atlétikai Club). Următoarea victorie fiind cea din Cupa Ungariei în 1910, după ce a eliminat în semifinale pe Ferencváros cu 4–0 și a câștigat rejucarea finalei împotriva lui BTC cu scorul de 3–1. În anul 1914 MTK obține al treilea titlu și primul dintr-o serie de zece consecutive (record neegalat în campionatul maghiar), șase din ele fiind obținute cu antrenorul englez Jimmy Hogan, între anii 1916-19212. Performanțele lui Hogan rămânând neegalate în istoria clubului. În anii douăzeci MTK avea un fotbal de nivel mondial și se număra printre cele mai bune cluburi din Europa. Despre puterea lui MTK amintește ziaristul austriac Willy Meisl, care într-un articol publicat în 1922, declara că pe continent sunt trei mari echipe de fotbal: Barcelona, Sparta Praga și MTK Budapesta. Meisl mai scria „MTK s-a așezat în fruntea Europei cu cei mai buni jucători și a făcut multe, foarte multe în interesul fotbalului maghiar și chiar al celui European”. Concret, între anii 1919 și 1922, MTK a disputat 71 de meciuri internaționale, majoritatea în deplasare, dintre care a câștigat 51 și a pierdut doar 11, a înscris 222 goluri și a primit doar 86. Printre învinse gasim numele lui Bayern München sau al lui Real Madrid. Între anii 1913 și 1925 MTK a ajuns în prima linie fosbalistică a lumii datorită antrenorului Hogan care a intrdus un stil nou de joc atât din punct de vedere tehnic cât și tactic. Jocul spectaculos al lui MTK se baza, mai ales, pe pase scurte și plasate, multă improvizație, dribling și rezolvări de finețe tehnică. Punctul culminant al acestui șir de victorii a fost în ediția 1917-1918 când au înscris 147 de goluri primind doar 10 în cele 22 de meciuri disputate. Atunci doi atacanți de renume mondial au înscris împreună 87 de goluri, Schaffer Alfréd și Schlosser Imre au terminat sezonul cu 46, respectiv, 41 de reușite. Din nefericire șirul de victorii s-a întrerupt în 1926. În meciul împotriva echipei vieneze Amateure, Tandler un jucător de o brutalitate notorie, i-a zdrobit genunchiul lui Orth György, acest fapt coroborat cu plecarea lui Kertész II au permis lui Ferencváros să câștige titlul după 10 ani de așteptare.

### Trecerea la profesionism (1927-1940)
La mijlocul anilor douăzeci, odată cu introducerea profesionismului în fotbal, o serie de transformări s-au petrecut și în fotbalul maghiar. După modelul cehoslovac și austriac la 14 iulie 1926 s-a înființat liga profesionistă de fotbal, formată din opt echipe, iar în august aceasta a crescut la zece adăugându-se echipele din Szeged și Szombathely. Alb-albaștrii și-au denumit echipa profesionistă Hungária FC, în timp ce echipa MTK activa în prima divizie de amatori a capitalei.
MTK și-a păstrat secția de fotbal amator pentru tineret și pentru sportul de masă. În primul an de profesionism alb-albaștrii au ocupat doar locul trei. La începutul celui de-al doilea sezon profesionist mulți sperau la locul întâi dar echipa a avnsat doar cu o poziție, terminând pe locul doi. Anul următor echipa a început pregătirile sub conducerea noului antrenor Révész Béla. S-a renunțat la jucătorii mai bătrâni și mai expuși accidentărilor iar în locul lor au fost aduși jucători tineri cu foame de performanță. Planul s-a dovedit bun deoarece Hungária FC cu o înfrângere și cinci egaluri a devansat cu un punct pe Ferencváros și au devenit campioni. Se părea că alb-albaștrii își vor putea păstra titlul, dar din nefericire pentru suporterii lor, atacantul de clasă Kalmár Jenő a suferit o gravă accidentare în toamna lui 1929. În aceste condiții, cu cinci înfrângeri și șapte rezultate de egalitate s-au situat pe poziția a treia.
O particularitate a campionatului profesionist maghiar a fost aceea că până în anul 1940 Hungária FC, Ferencváros și Újpest FC au ocupat mereu podiumul dar în diverse ordini. Prestațiile bune din campionat au fost completate de câștigarea Cupei Ungariei în anul 1932. Abia în 1936 Hungária revine pe prima poziție a clasamentului final, după revenirea fostului jucător Schaffer Alfréd, acum în calitate de antrenor. Acesta a disciplinat vechii jucători și cu doar un singur jucător nou, extrema stângă Sas Ferenc, a terminat campionatul cu cinci puncte avans. Au repetat performanța și în ediția următoare a campionatului dar de data aceasta cu doar un punct avans față de ocupanta locului secund, Ferencváros.

## Palmares
- Nemzeti Bajnokság I
- Campioni : 1904, 1908, 1914, 1917, 1918, 1919, 1920, 1921, 1922, 1923, 1924, 1925, 1929, 1936, 1937, 1951, 1953, 1958, 1987, 1997, 1999, 2003, 2008: 23
  - Locul II : 1910, 1911, 1912, 1913, 1926, 1928, 1931, 1933, 1940, 1949, 1950, 1952, 1954, 1955, 1957, 1959, 1963, 1990, 2000, 2007: 20
  - Locul III: 1903, 1905, 1907, 1927, 1930, 1932, 1935, 1938, 1939, 1946, 1950, 1956, 1961, 1978, 1989, 2005: 16
- Cupa Ungariei
  - Câștigători : 1910, 1911, 1912, 1914, 1923, 1925, 1932, 1952, 1968, 1997, 1998, 2000: 12
  - Finaliști : 1935, 1976: 2
- Mitropa Cup
  - Campioni : 1955, 1963: 2
  - Locul II : 1959: 1
- Supercupa Ungaria:2003, 2008: 2
- Cupa cupelor: finala 1964
- Cupa Orașelor Târguri: semifinale 1962

### Meciuri disputate în cupele europene
| Sezon   | Competiția                | Etapa          | Adversar                      | Tur 1 | Tur 2  | Baraj |
| ------- | ------------------------- | -------------- | ----------------------------- | ----- | ------ | ----- |
| 1955-56 | Cupa Campionilor Europeni | optimi         | RSC Anderlecht                | 6 - 3 | 4 - 1  |       |
|         |                           | sferturi       | Stade de Reims                | 2 - 4 | 4 - 4  |       |
| 1958-59 | Cupa Campionilor Europeni | șaisprezecimi  | Polonia Bytom                 | 3 - 0 | 3 - 0  |       |
|         |                           | optimi         | BSC Young Boys                | 1 - 4 | 1 - 2  |       |
| 1961-62 | Cupa Orașelor Târguri     | șaisprezecimi  | RC Strasbourg                 | 3 - 1 | 10 - 2 |       |
|         |                           | optimi         | Selecționata Leipzig          | 3 - 0 | 0 - 3  | 2 - 0 |
|         |                           | sferturi       | Selecționata Novi Sad         | 4 - 1 | 2 - 1  |       |
|         |                           | semifinale     | Valencia CF                   | 0 - 3 | 3 - 7  |       |
| 1963-64 | Cupa Cupelor              | șaisprezecimi  | PFC Slavia Sofia              | 1 - 0 | 1 - 1  |       |
|         |                           | optimi         | Motor Zwickau                 | 0 - 1 | 2 - 0  |       |
|         |                           | sferturi       | Fenerbahçe SK                 | 2 - 0 | 1 - 3  | 1 - 0 |
|         |                           | semifinale     | Celtic FC                     | 0 - 3 | 4 - 0  |       |
|         |                           | finala         | Sporting CP                   | 3 - 3 | 3 - 3  | 3 - 3 |
|         |                           | rejucare       | Sporting CP                   | 0 - 1 | 0 - 1  | 0 - 1 |
| 1969-70 | Cupa Cupelor              | șaisprezecimi  | 1. FC Magdeburg               | 1 - 0 | 1 - 1  |       |
| 1976-77 | Cupa Cupelor              | șaisprezecimi  | Sparta Praga                  | 3 - 1 | 1 - 1  |       |
|         |                           | optimi         | Dinamo Tbilisi                | 4 - 1 | 1 - 0  |       |
|         |                           | optimi         | Hamburger SV                  | 1 - 1 | 1 - 4  |       |
| 1978-79 | Cupa UEFA                 | Turul întâi    | Politehnica Timișoara         | 0 - 2 | 2 - 1  |       |
| 1987-88 | Cupa Campionilor Europeni | șaisprezecimi  | Steaua București              | 0 - 4 | 2 - 0  |       |
| 1989-90 | Cupa UEFA                 | turul întâi    | Dinamo Kiev                   | 0 - 4 | 1 - 2  |       |
| 1990-91 | Cupa UEFA                 | turul întâi    | FC Lucerne                    | 1 - 1 | 1 - 2  |       |
| 1993-94 | Cupa UEFA                 | turul întâi    | Knattspyrnufélag Reykjavíkur  | 2 - 1 | 0 - 0  |       |
|         |                           | șaisprezecimi  | YR KV Mechelen                | 0 - 5 | 1 - 1  |       |
| 1997-98 | Liga Campionilor          | preliminarii   | Pyunik Yerevan                | 2 - 0 | 4 - 3  |       |
|         |                           | calificări     | Rosenborg BK                  | 0 - 1 | 1 - 3  |       |
| 1997-98 | Cupa UEFA                 | turul întâi    | FC Alania Vladikavkaz         | 3 - 0 | 1 - 1  |       |
|         |                           | turul doi      | Croația Zagreb                | 1 - 0 | 0 - 2  |       |
| 1998-99 | Cupa Cupelor              | preliminarii   | GÍ Gøta                       | 3 - 1 | 7 - 0  |       |
|         |                           | turul întâi    | SV Ried                       | 0 - 2 | 0 - 1  |       |
| 1999-00 | Liga Campionilor          | preliminarii 2 | Íþróttabandalag Vestmannaeyja | 2 - 0 | 3 - 1  |       |
|         |                           | preliminarii 3 | Croația Zagreb                | 0 - 0 | 0 - 2  |       |
| 2000-01 | Cupa UEFA                 | preliminarii   | FC Jokerit                    | 1 - 0 | 4 - 2  |       |
|         |                           | turul întâi    | ȚSKA Sofia                    | 2 - 1 | 0 - 1  |       |
|         |                           | turul doi      | FC Nantes                     | 1 - 2 | 0 - 1  |       |
| 2003-04 | Liga Campionilor          | preliminarii 2 | HJK Helsinki                  | 3 - 1 | 0 - 1  |       |
|         |                           | preliminarii 3 | Celtic Glasgow                | 0 - 4 | 0 - 1  |       |
| 2003-04 | Cupa UEFA                 | turul întâi    | NK Dinamo Zagreb              | 1 - 3 | 0 - 0  |       |
| 2007-08 | Cupa UEFA                 | preliminarii 1 | Mika Ashtarak                 | 2 - 1 | 0 - 1  |       |
| 2008-09 | Liga Campionilor          | preliminarii 2 | Fenerbahçe SK                 | 0 - 2 | 0 - 5  |       |

## Jucători faimoși
| - Ákos Buzsáky - Márton Fülöp - Béla Guttmann - Attila Hajdú - Glenn Helder - Norberto Höfling - Nándor Hidegkuti - Ferenc Hirzer - Ádám Hrepka - Béla Illés - Jenő Kálmár - Károly Sándor - Jenő Károly - Izidor Kürschner - Roland Juhász | - Mihály Lantos - Gyula Mándi - János Molnár - Krisztián Németh - Péter Palotás - Franz Platko - Ferenc Sas - Alfréd Schaffer - Imre Schlosser - Gusztáv Sebes - Pál Titkos - Roland Varga - József Zakariás - Péter Cvitkovics |

## Antrenori notabili
- Jimmy Hogan:1914–19
- Pál Titkos:1946–47
- Márton Bukovi:1947–54, 1957–59
- Tibor Kemeny:1955
- Nándor Hidegkuti:1959–60, 1967–68
- Henk ten Cate: 1999-2000